# Kroniki Jakuba Wędrowycza

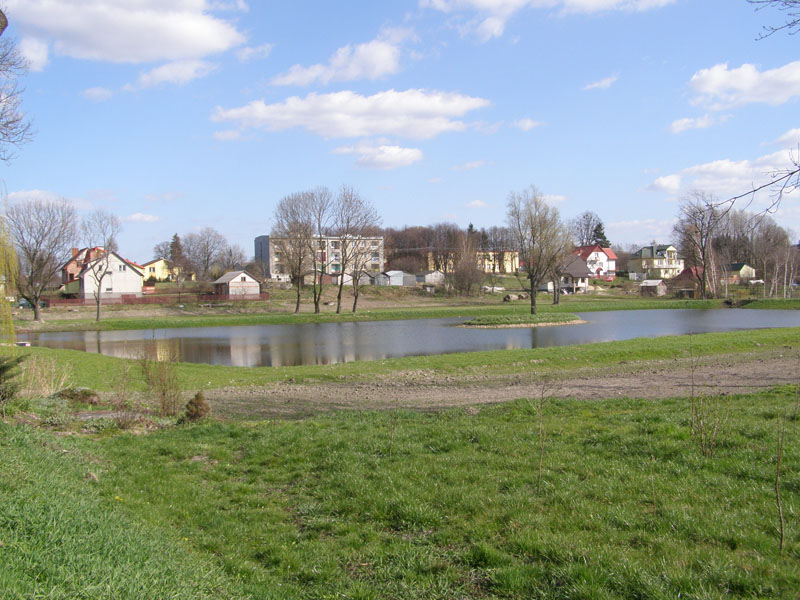
Staw w Wojsławicach - miejsce akcji opowiadania Na rybki

Kroniki Jakuba Wędrowycza – zbiór opowiadań Andrzeja Pilipiuka opisujący przygody egzorcysty amatora, bimbrownika i kłusownika Jakuba Wędrowycza, pierwszy tom cyklu książek o tej postaci. 

## Główny bohater
Jakub Wędrowycz poluje za pomocą linki hamulcowej, dużo pije, co pozwala mu zachować trzeźwość umysłu. Jest najlepszym świeckim egzorcystą w Polsce.

## Zawartość
Kronika zawiera 15 opowiadań:
- Zabójca
- Z książki kucharskiej Jakuba Wędrowycza
- Na rybki
- Horroskop na rok bieżący
- Głowica
- Hochsztapler
- Rewizja
- Świńska rebelia
- Implant
- Hotel pod Łupieżcą
- Z archiwum Y
- Tajemnice wody
- Bajeczka dla wnuczka
- Przeciw pierwszemu przykazaniu
- Protokół zatrzymania

## Kontynuacje
Kontynuację Kronik... stanowią zbiory: 
- Czarownik Iwanow
- Weźmisz czarno kure...,
- Zagadka Kuby Rozpruwacza,
- Wieszać każdy może
- Homo bimbrownikus
- Trucizna
- Konan Destylator
- Karpie bijem